# Weerdijk
De Weerdijk (vroeger ook Wardijk, Waardijk of Waddijk) is een voormalige dijk, polder en waterschap bij Wagenborgen in de provincie Groningen. Een groot deel van de polder ligt nu in het Hondshalstermeer. De oorspronkelijke polder gaf in de 19e eeuw zijn naam aan het veel grotere waterschap, dat de hele westkant van Nieuwolda beslaat.

## Polder Weerdijk
Het poldertje Weerdijk lag aan de oostkant van het Hondshalstermaar en viel in de 16e eeuw toe aan de ingelanden van het latere Nieuwolda. Er staat vanouds één kleinere boerderij, de Groenweide of Kopaf, kennelijk een voormalige herberg. Het voorland van de polder stond – vermoedelijk vanwege de kleinschalige strokenverkaveling – in de 16e en 17e eeuw bekend als de Weerlanden. De hogere delen werden gekenschetst als meeden.
Wanneer de Weerdijk (1594: Wardick) is aangelegd, is niet met zekerheid vast te stellen; mogelijk gebeurde dit in 1554. Hij sluit aan bij de Zomerdijk en bij de Heemweg naar Wagenborgen, maar werd doorsneden door de loop van het Hondshalstermaar. In 1530 was in elk geval sprake van ernstige schade aan de dijken bij Wagenborgen; in 1542 werd gesproken over de nije dijck tho Wagenborgen over de gast. Datzelfde jaar werd een nieuwe zomerdijk door het kweldergebied van de hamrikken aangelegd, die vanuit Nieuwolda en Noordbroeksterhamrik met een grote boog de zuidelijke Dollardboezem omsloot. Deze laatste dijk werd uiteindelijk in 1574 uitgebouwd tot een volwaardige zeedijk. 

## Waterschap Weerdijk
In het laaggelegen gebied ten westen van Nieuwolda werd in 1850 per notariële overeenkomst een molenkolonie opgericht, gelegen tussen het Hondshalstermaar en het Termunterzijldiep. In 1867 werd de oprichting van het waterschap Weerdijk officieel goedgekeurd.
Het nieuwe waterschap bestond uit twee afzonderlijke polders, die ieder al een eigen windmolen hadden. Beide molens sloegen uit op het Termunterzijldiep. De belangrijkste watergangen in de polders – de Nieuwe Watering en de watering langs de Weerdijk – werden onderling verbonden.
De oostelijke molen was de Scheveklapstermolen, in 1794 gesticht door de volmachten van de Wester Zijldiepster watermolen. De molen was genoemd naar het gehucht Scheve Klap. Hij diende in de 19e eeuw tevens als algemene seinmolen: wanneer van hieruit het signaal werd gegeven dat het water tot de rand van de boezemdijken dreigde te komen, moesten alle molenaars stoppen met malen en elkaar daarvan op de hoogte brengen. De molenwieken werden dan in een kruis gezet en 's nachts werden er lantaarns opgehangen. Hiervoor gebruikte men de uitdrukking pegel (= peil). Later nam de Nonnegaatstermolen deze taak  over.
De westelijke molen was de Westerhamrikkermolen, vermoedeljjk in 1791 gesticht door de volmachten van de Nieuwe Watering. Hij stond in een laag liggend gebied dat (Westersche) Leegte (= Laagte) of Delden werd genoemd.
In 1890 werd nog een derde molenpolder – de Westersche Molenpolder onder Nieuwolda of Oude Deljerpolder – aan het waterschap toegevoegd. Tegelijkertijd werd de Scheveklapstermolen vervangen door een stoomgemaal. Niet veel later werd ook de Westersche Molen afgebroken De oppervlakte van de polder nam toe van 490 hectare in 1887 tot ongeveer 597 hectare in 1910. Het stoomgemaal werd in 1924 vervangen door een elektrisch gemaal. In 1927 werd de Westerhamrikkermolen op afbraak verkocht.
In 1945 werd het gemaal verwoest door een Canadese bom, nadat Duitse troepen zich bij Scheve Klap verschanst hadden. De machinist van het gemaal, zijn zoontje en de huishoudster kwamen daarbij om het leven. In 1947 herrees een nieuw gemaal bij Scheve Klap, dat tot 1975 dienst deed, waarna het gemaal De Dellen (aan het Hondshalstermeer) de bemaling overnam. De ruïne van het gemaal is nog aanwezig.
In 1980 werd in het kader van een ruilverkaveling het Hondshalstermeer aangelegd, waardoor een deel van de polder onder water kwam te staan. Het meer dient enerzijds als boezemgebied dat het binnenwater moet opvangen bij weersomstandigheden waarbij niet op zee geloosd kan worden . Anderzijds is het bedoeld voor natuurontwikkeling, met name als ecologische verbindingszone tussen waterrijke zones van Schildmeer en de Blauwestad.
In 1967 ging het waterschap Weerdijk op in het waterschap Oldambt, dat vervolgens fuseerde tot Eemszijlvest. Sinds 2000 ligt het gebied binnen dat van het waterschap Hunze en Aa's.